# Regierung Martens I

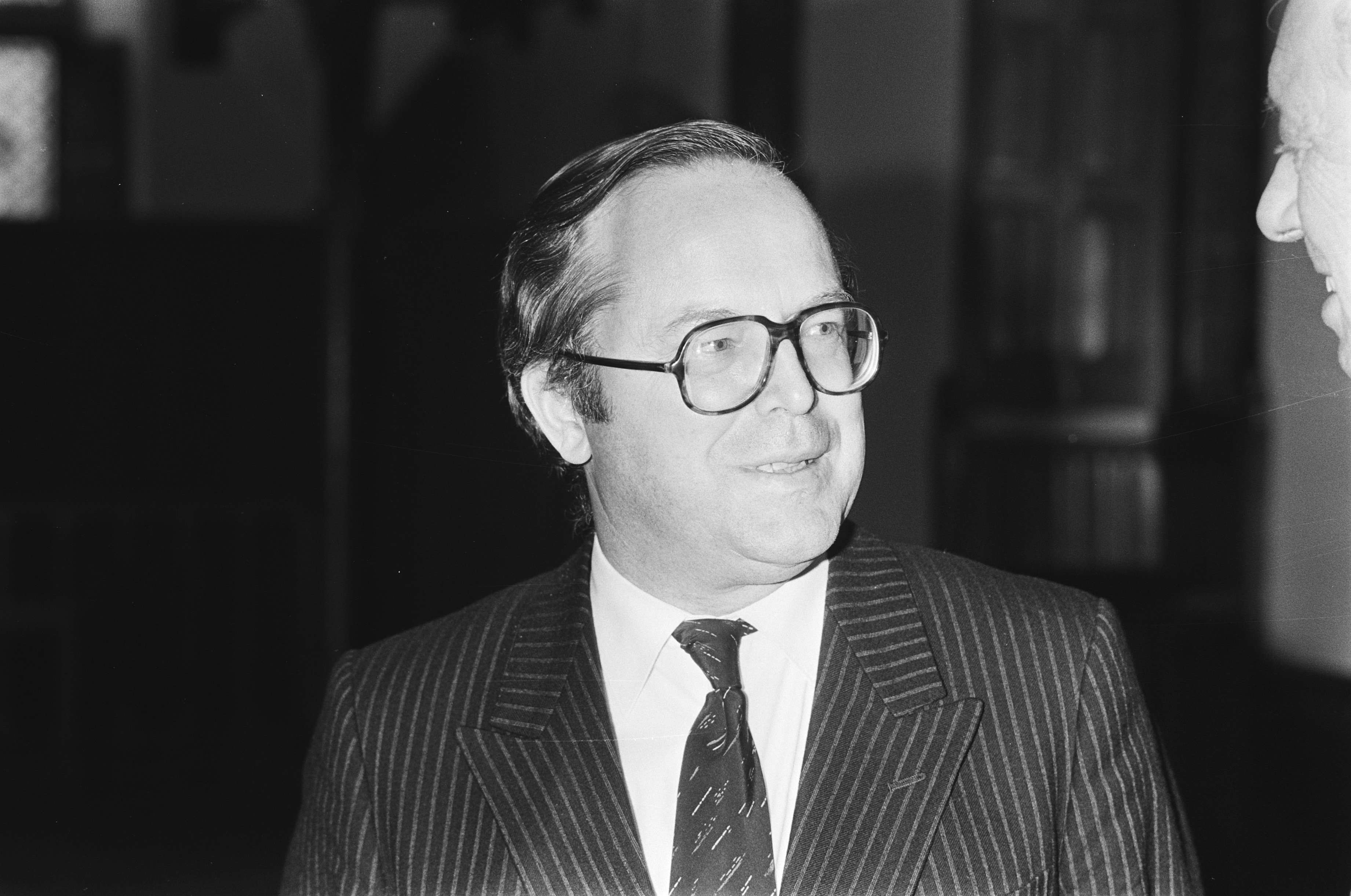
Wilfried Martens war von 1979 bis 1981 sowie erneut von 1981 bis 1992 Premierminister von Belgien

Die Regierung Martens I wurde in Belgien am 3. April 1979 von Premierminister Wilfried Martens gebildet und löste die Regierung Vanden Boeynants II ab. Sie blieb bis zum 16. Januar 1980 im Amt und wurde dann von der Regierung Martens II abgelöst. Der Regierung gehörten Minister der Christlichen Volkspartei (CVP/PSC), der Sozialistischen Partei (BSP/PSB) und der Frankophonen Demokratischen Front (FDF) an.

## Minister
| Amt                                                 | Amtsinhaber                          | Partei | Beginn der Amtszeit            | Ende der Amtszeit                |
| --------------------------------------------------- | ------------------------------------ | ------ | ------------------------------ | -------------------------------- |
| Premierminister                                     | Wilfried Martens                     | CVP    | 3. April 1979                  | 16. Januar 1980                  |
| Vize-Premierminister Verteidigungsminister          | Paul Vanden Boeynants José Desmarets | PSC    | 3. April 1979 15. Oktober 1979 | 15. Oktober 1979 16. Januar 1980 |
| Vize-Premierminister Wirtschaftsminister            | Willy Claes                          | BSP    | 3. April 1979                  | 16. Januar 1980                  |
| Vize-Premierminister Haushaltsminister              | Guy Spitaels                         | PSB    | 3. April 1979                  | 16. Januar 1980                  |
| Justizminister                                      | Renaat Van Elslande                  | CVP    | 3. April 1979                  | 16. Januar 1980                  |
| Außenminister                                       | Henri Simonet                        | PSB    | 3. April 1979                  | 16. Januar 1980                  |
| Minister für soziale Fürsorge und Pensionen         | Alfred Califice                      | PSC    | 3. April 1979                  | 16. Januar 1980                  |
| Minister für den öffentlichen Dienst                | Willy Calewaert                      | BSP    | 3. April 1979                  | 16. Januar 1980                  |
| Minister für institutionelle Reformen               | Willy Calewaert                      | BSP    | 3. April 1979                  | 16. Januar 1980                  |
| Minister für Landwirtschaft und Mittelstand         | Albert Lavens                        | CVP    | 3. April 1979                  | 16. Januar 1980                  |
| Verkehrsminister                                    | Jos Chabert                          | CVP    | 3. April 1979                  | 16. Januar 1980                  |
| Minister für Volksgesundheit und Umwelt             | Luc Dhoore                           | CVP    | 3. April 1979                  | 16. Januar 1980                  |
| Finanzminister                                      | Gaston Geens                         | CVP    | 3. April 1979                  | 16. Januar 1980                  |
| Außenhandelsminister                                | Lucien Outers                        | FDF    | 3. April 1979                  | 16. Januar 1980                  |
| Wissenschaftsminister                               | Lucien Outers                        | FDF    | 3. April 1979                  | 16. Januar 1980                  |
| Minister für öffentliche Arbeiten                   | Guy Mathot                           | PSB    | 3. April 1979                  | 16. Januar 1980                  |
| Minister für Post, Telegrafie und Telefonie         | Robert Urbain                        | PSB    | 3. April 1979                  | 16. Januar 1980                  |
| Minister für Entwicklungszusammenarbeit             | Marc Eyskens                         | CVP    | 3. April 1979                  | 16. Januar 1980                  |
| Minister für Beschäftigung und Arbeit               | Roger De Wulf                        | BSP    | 3. April 1979                  | 16. Januar 1980                  |
| Innenminister Minister für institutionelle Reformen | Georges Gramme                       | PSC    | 3. April 1979                  | 16. Januar 1980                  |
| Ministerin für die flämische Gemeinschaft           | Rika De Backer                       | CVP    | 3. April 1979                  | 16. Januar 1980                  |
| Minister für die französische Gemeinschaft          | Michel Hansenne                      | PSC    | 3. April 1979                  | 16. Januar 1980                  |
| Minister für niederländischen Unterricht            | Jef Ramaekers                        | BSP    | 3. April 1979                  | 16. Januar 1980                  |
| Minister für französischsprachigen Unterricht       | Jacques Hoyaux                       | PSB    | 3. April 1979                  | 16. Januar 1980                  |
| Minister für flämische Angelegenheiten              | Marc Galle                           | BSP    | 3. April 1979                  | 16. Januar 1980                  |
| Minister für wallonische Angelegenheiten            | Jean-Maurice Dehousse                | PSB    | 3. April 1979                  | 16. Januar 1980                  |
| Minister für Angelegenheiten von Brüssel            | Léon Defosset                        | FDF    | 3. April 1979                  | 16. Januar 1980                  |